# Lepa Brena
Lepa Brena, eg. Fahreta Jahić-Živojinović (kyrilliska: Фахрета Јахић-Живојиновић), född 20 oktober 1960, är en bosnisk sångerska och skådespelerska.
Jahić-Živojinović har sålt över 40 miljoner album.[källa behövs]
Jahić-Živojinović och hennes grupp Slatki greh ("Ljuva synd") kombinerar traditionell jugoslavisk folkmusik med moderna pop-element. Sånger som Mile voli disko (1982), Sitnije, Cile sitnije (1983), Hajde da se volimo (1987), Duge noge, Četiri godine, Ja nemam drugi dom och Čik pogodi är kända sånger i jugoslavisk musikhistoria. I slutet av 1986 hade Jahić-Živojinović blivit en av Jugoslaviens mest kända personer.
Jahić-Živojinović har bland annat framfört låttexter skrivna av Dino Merlin. Hon var tidigare bosatt i Novi Sad, men flyttade 1990 till Belgrad. År 1991 gifte hon sig med tennisspelaren och affärsmannen Slobodan Živojinović. De har två söner.

## Diskografi

### Album
- Čačak, Čačak (1981)- 350 000
- Mile voli disko (1982)- 780 000
- Sitnije, cile, sitnije / Hej, najluđe moje (12" Maxi, 1983)- 800 000
- Bato, Bato (1984)- 1 100 000
- Pile moje (1984)- 850 000
- Jedan dan života, (duett med Miroslav Ilić) (1985)- 800 000
- Voli me, voli (1986)- 650 000
- Okrećeš mi leđa (1986)- 600 000
- Hajde da se volimo (1987)- 800 000
- Četiri godine (1989)- 550 000
- Boli me uvo za sve (1990)- 450 000
- Zaljubiška (1991)- 150 000
- Ja nemam drugi dom (1994)- 150 000
- Kazna Božija (1995)- 100 000
- Luda za tobom (1996)- 200 000
- Pomračenje sunca (2000)- 120 000
- The Best Of Lepa Brena (2004)- 400 000
- Uđi slobodno... (28.06.2008)
- Zacaran Krug (20.07.2011)